# Gustave Heiss
Gustave Marinius Heiss (Meridian, 1904. november 4. – Arlington megye, 1982. június 7.) olimpiai bronzérmes amerikai párbajtőrvívó.